# Cadena de rodillos

Cadena de rodillos.

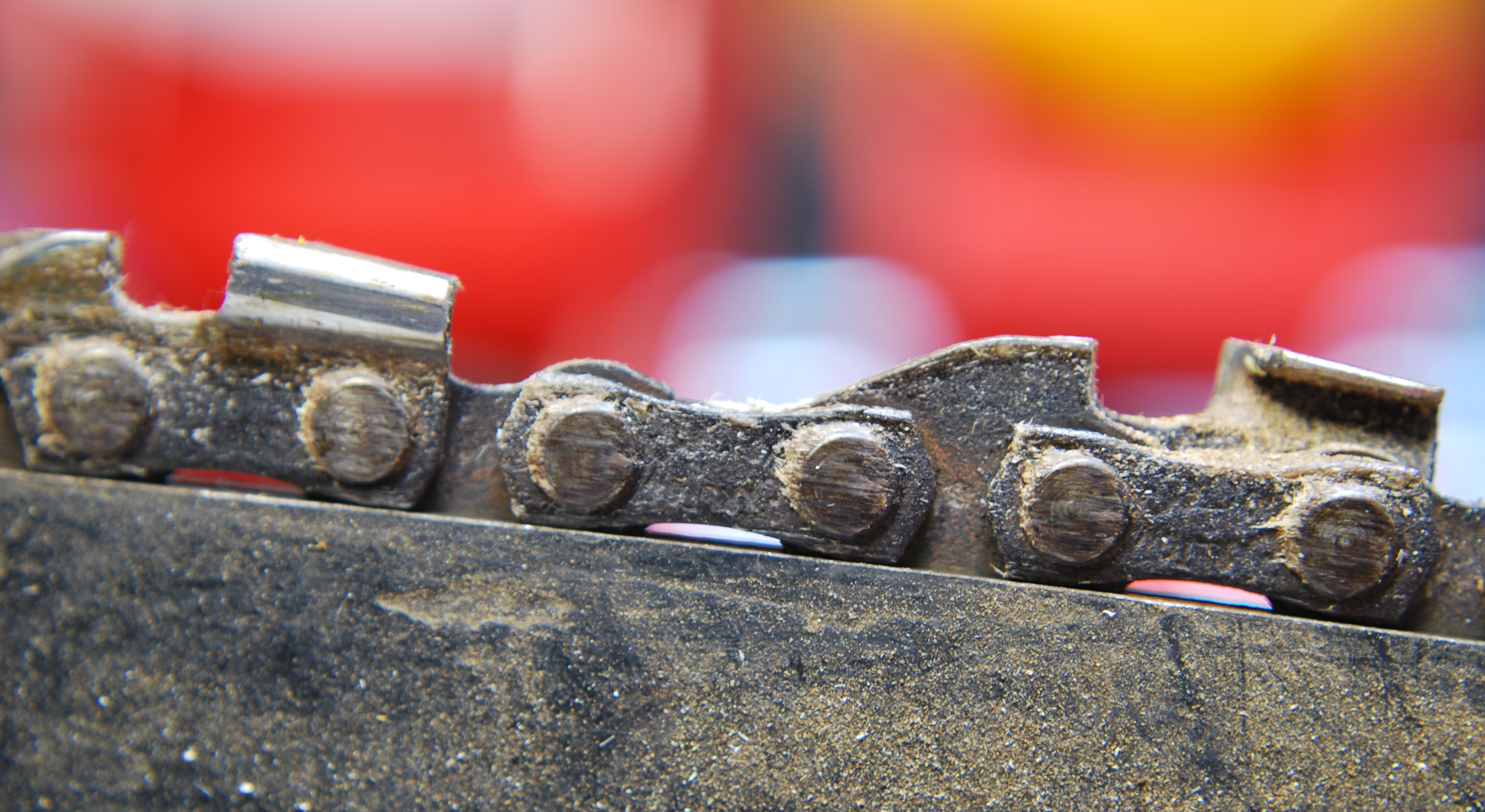
Detalle de la cadena de una motoserra.

Una cadena de rodillos es un elemento de transmisión de potencia. Se trata de una variante particular del caso general de cadena de transmisión (Por ejemplo, otro tipo de cadena metálica es la cadena silenciosa Morse). Una de las disposiciones típicas consiste en un árbol de potencia con una rueda dentada de potencia (solidaria con el árbol), un árbol receptor con su rueda dentada correspondiente y la cadena de rodillos (cerrada sobre sí misma) que une las dos ruedas mencionadas.
Hay aplicaciones particulares que aprovechan la capacidad de resistir esfuerzos de tracción de la cadena de rodillos para usar un trozo de cadena para transmitir fuerzas entre dos piezas de un conjunto mecánico (una pieza motriz y la otra receptora).
Una aplicación especializada de las cadenas de rodillos es la de su uso en sierras mecánicas .

## Historia
A pesar de que hay dibujos de Leonardo da Vinci que muestran cadenas metálicas de transmisión muy parecidas a las cadenas de rodillos, el invento de estas se atribuye a Hans Renold, un ingeniero suizo establecido en Inglaterra (1880).

## Construcción
Una cadena de rodillos típica consta de dos tipos de eslabones: los eslabones “interiores” y los eslabones “exteriores”.
Cada eslabón consta de dos plaquetas o mejillas (piezas planas en forma de 8 con dos agujeros). Las plaquetas exteriores están más separadas que las plaquetas interiores y van montadas justo por fuera de estas, con los ojales coincidentes. Las plaquetas así montadas, van unidas por pasadores remachados sobre los que, previamente al roblonado, hay montados una almohadilla y un carrete (en cada pasador).

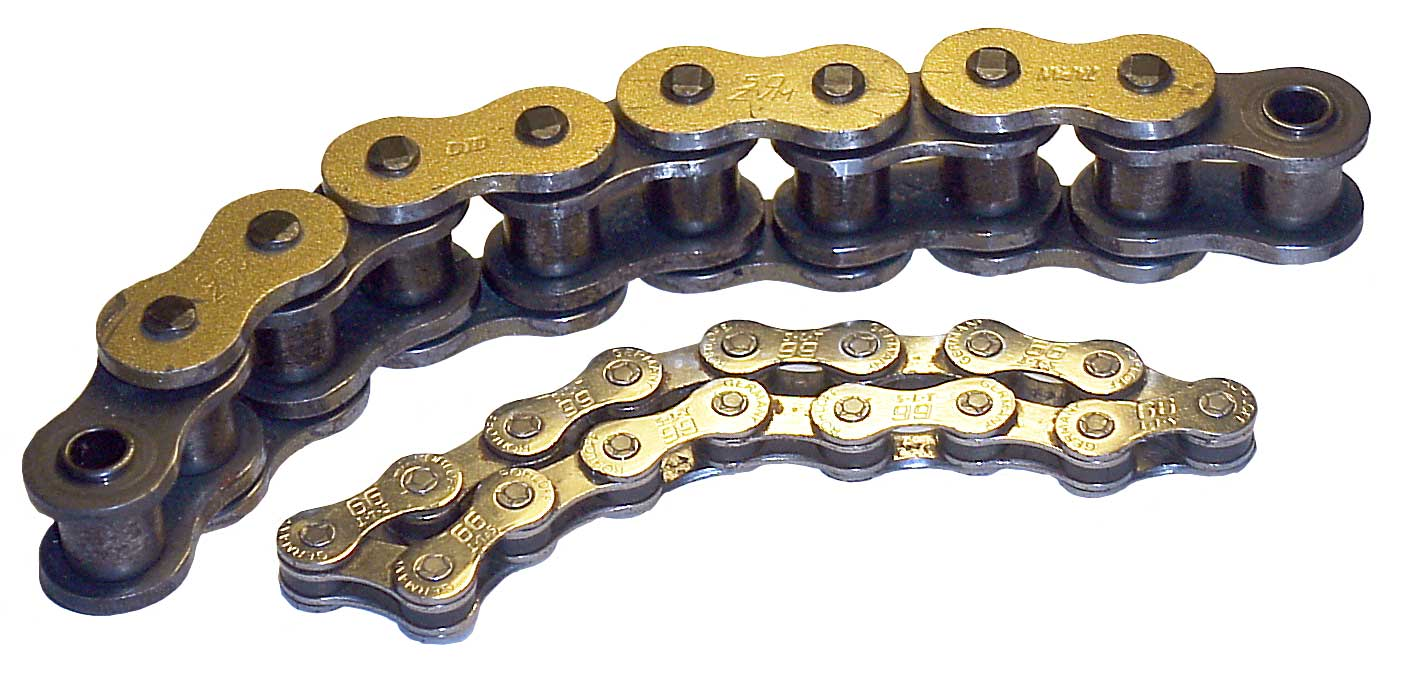
Fragmentos de cadenas de motocicleta y bicicleta.
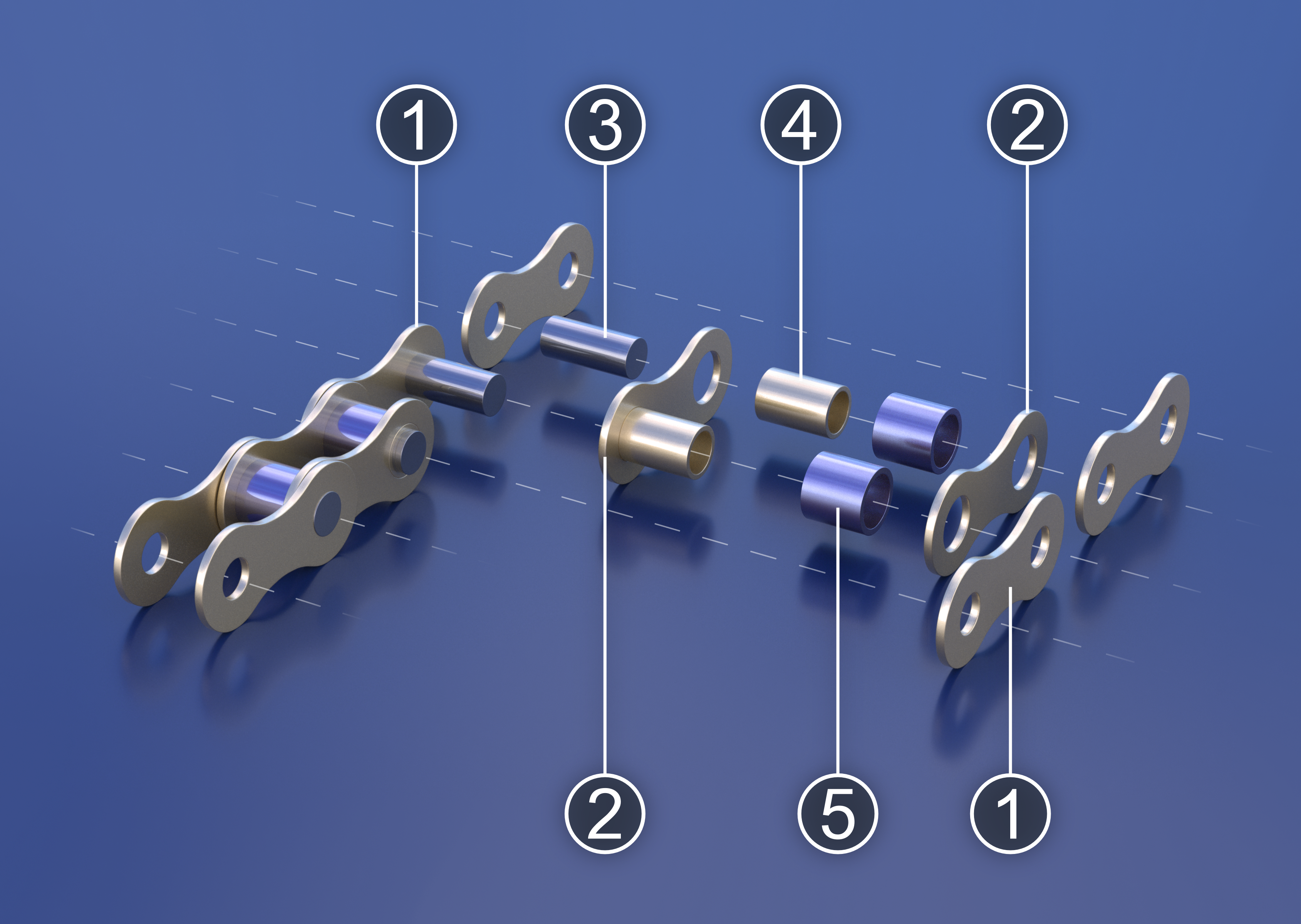
Piezas de una cadena de rodillos: 1. Plaqueta exterior, 2. Plaqueta interior, 3. Pasador, 4. Cojinete, 5. Rodillo

## Lubricación
I. Lubricación manual: para transmisiones de poca velocidad.
Se puede aplicar con pincel, aceitera, etc.
de forma periódica.	
II. Lubricación por goteo: un sistema continúo o programado en el
tiempo va depositando sobre la cadena el aceite
necesario.	
III. Lubricación por inmersión o barboteo: en este caso es necesario que la cadena quedeencerrada en un carter y que una parte de la misma esté sumergida, o exista un sistema de barboteo que de forma continua riegue la cadena	
IV. Lubricación a presión: también en cárter cerrado, una bomba lanza uno o varios chorros de aceite sobre la cadena. En estos casos se suele incorporar un sistema de enfriamiento del aceite.

## Usos
Se utilizan en automóviles, motocicletas, bicicletas, herramientas de trabajo, máquinas, etc.